# DANCING SHOES
〈DANCING SHOES〉는 일본의 가수 마츠다 세이코의 22번째 싱글로, 세계 시장을 염두에 두고 발표한 작품이다. 1985년 6월 24일을 기점으로 일본과 영국에서 발매되었으며, 네덜란드와 스페인에서도 발매되었다. 후술하는 품번은 일본 발매 버전의 것이다.(12" Vinyl: 12AH-1896)
마츠다의 작품 중에서 처음으로 곡의 전 분량이 영어로 이루어져 있다. 또 처음으로 활동명 "마츠다 세이코"가 아닌 "SEIKO"라는 이름으로 발매된 작품이기도 하다. 시카고, 빌리 조엘 등 여러 유명 아티스트의 작품에 손을 대온 그래미 상 수상자 필 라몬(Phil Ramone)이 프로듀서로 참여하였으며, 키보디스트 데이비드 매튜스(David Matthews)가 전곡을 편곡했다. 〈DANCING SHOES〉의 작사와 작곡은 Paul Bliss와 Stephen Kipner가 맡았다. B사이드엔 〈DANCING SHOES〉의 연주 버전과 함께 〈CRAZY ME, CRAZY FOR YOU〉라는 곡이 실려 있다. 이 곡은 Andy Goldmark와 Phil Goldston이 작사와 작곡을 했다.
6월 24일은 마츠다 세이코와 칸다 마사키(神田正輝)의 결혼식이 있던 날이기도 하다.
곡은 1985년 7월 8일자 오리콘 싱글 차트에서 1위를 기록했다.

## 수록곡
| #            | 제목                                 | 작사·작곡                    | 재생 시간 |
| ------------ | ------------------------------------ | ---------------------------- | --------- |
| 1.           | 〈〈DANCING SHOES〉〉 (Club Mix)     | Paul Bliss＆Stephen Kipner   | 5:50      |
| 2.           | 〈〈DANCING SHOES〉〉 (Instrumental) |                              | 4:10      |
| 3.           | 〈〈CRAZY ME, CRAZY FOR YOU〉〉      | Andy Goldmark＆Phil Goldston | 4:15      |
| 총 재생 시간 | 총 재생 시간                         | 총 재생 시간                 | 14:15     |